# Feuerkinder
Als Feuerkinder werden Kinder mit bewegungseinschränkenden Wundnarben infolge von schweren Verbrennungen bezeichnet, die sie sich an offenen Feuern zugezogen haben.  Verschiedene Hilfsprojekte auf ehrenamtlicher Basis zur ärztlichen und sozialen Betreuung kümmern sich um diese und mit anderen Missbildungen behafteten Kinder aus meist armen Familien.

## Namensbildung
In Tansania, wie in vielen afrikanischen Ländern, leben die meisten Menschen unterhalb der Armutsgrenze. In oder vor ihren Hütten kochen sie an offenen Feuerstellen, wo sie sich leicht Brandwunden zuziehen können. Besonders gefährlich ist dies für Kleinkinder, die oft aus Neugier oder, weil sie in der tropischen Nachtkälte instinktiv die Wärme suchen, unbeabsichtigt an oder in diese Feuerstellen krabbeln und dabei oft schwerste Verbrennungen erleiden. Weil das Umfeld für eine sachgerechte und ärztliche Wundversorgung oft nicht vorliegt, werden die Wunden dann unzureichend oder gar nicht behandelt.
Die Folgen sind großflächige und entstellende Narbenbildungen, die zu schweren Gelenkversteifungen führen und damit dauerhaft den Erwerb des Lebensnotwendigen erschweren oder unmöglich machen.

## Aktion Feuerkinder Tansania (Nkoaranga)

### Entstehung
Ausgangspunkt war das von der Ev.-Lutherischen Kirche betreute Behindertenzentrum Usa River Rehabilitation and Training Center (URRC) im Nordosten Tansanias, das 1998 von dem Missionar Diakon Wolfgang Klopp geleitet wurde. Der Anästhesist Heinz Giering aus Nürnberg verbrachte seinen Urlaub in der Gegend und traf sich mit Klopp, der ihm von Kindern mit großflächigen Verbrennungsnarben sowie Schülern des URRC mit Klumpfüßen und stark deformierten Beinen erzählte. Giering war derart beeindruckt, dass die beiden noch vor Ort die Idee entwickelten, ärztliche Hilfe aus Deutschland zu holen.
Nach seiner Rückkehr begeisterte er seine Orthopädie-Kollegin im Rummelsberger Krankenhaus, die Kinderorthopädin Annemarie Schraml, von dieser Idee. Zusammen mit der OP-Schwester Erika Depner flogen sie (zunächst als 3er-Team) im Jahr 2000 erstmals nach Tansania, um ihren Urlaub für die ersten 41 behinderten Kinder und Jugendlichen zu opfern. Im Krankenhaus Nkoaranga (10 km von Usa River entfernt) korrigierten sie deren Fehlstellungen mittels Plastischer Operationen und tw. Hauttransplantationen. Die dazu nötigen Materialien hatten sie aus Deutschland mitgebracht.
Es sollte nicht bei dieser einmaligen Aktion bleiben, jedes Jahr ein- bis zweimal fliegt ein inzwischen auf über 10 angewachsenes Spezialisten-Team aus verschiedenen nicht nur mittelfränkischen Krankenhäusern dorthin, um für die Betroffenen kostenlose Operationen durchzuführen. Angepeilt werden derzeit 150 OPs pro Einsatz. Die Voraussetzungen dafür hinsichtlich medizinischer Ausstattung (z. B. OP-Säle, Röntgengerät) konnten durch Spendenaktionen wie „Ein Herz für Kinder“ wesentlich verbessert werden.

### Operative Einsätze
Nach anfänglich nur einfachen Eingriffen werden jetzt komplizierte orthopädische und unfallchirurgische Maßnahmen durchgeführt. Neben den Feuerkindern werden z. B. angeborene Fehlstellungen wie Klumpfüße, X- und O-Beine und andere Missbildungen behandelt. Die Patienten kommen aus dem ganzen Land, teilweise von ihrem 1500 km entfernten Wohnort. Da die nötige Nachsorge zu Hause nicht möglich ist, wurden aus Spendengeldern auch kostenlose Übernachtungsmöglichkeiten geschaffen. Zwischenzeitlich konnte mit finanzieller Unterstützung von „Ein Herz für Kinder“ zwei neue OP-Säle im Hospital Nkoaranga fertiggestellt und ausgestattet werden.

### Ausbildung einheimischer Fachkräfte
Ziel war von Anfang an auch die landesbezogene Hilfe zur Selbsthilfe. So wurden einheimische Ärzte und Schwestern/Pfleger mit eingesetzt, die nach entsprechender Aus- und Fortbildung zunehmend die Aufgaben übernehmen können.

### Orthopädische Werkstatt
Ein Handicap war immer auch die Einfuhr von Hilfsmitteln, wenn neben den immensen Kosten noch bürokratische Hürden zu überwinden waren. Deshalb dauerte es nicht lange, bis mit Hilfe einheimischer Mitarbeiter eine Orthopädische Werkstatt aufgebaut wurde. Letztere – oft auch ehemalige Patienten – finden einen qualifizierten Arbeitsplatz, womit der landesweiten Armut und Perspektivlosigkeit begegnet wird.

## Klumpfuß Feuerkinder – Kinderhilfe Tansania  (Ifunda)

### Pro handicapped children – Initiatoren und Motoren
Die Deutsch-Argentinische ehemalige Krankenschwester Monika Blaser und ihr Mann Horst, vormals Kurdirektor in Bad Schussenried, waren sich einig: „Wenn die Kinder aus dem Gröbsten raus sind, werden wir uns verstärkt sozial engagieren“. Zufällig traf Monika im Frühjahr 1997 mit dem Handwerksmeister Franz Mayerföls zusammen, der in Tansania ein Bauprojekt – Sanierung der katholischen Missionsstation Ifunda (im südwestlichen Landesteil) – hatte. Er suchte dafür eine Krankenschwester für die Versorgung der Bauarbeiter. Er sprach auch ihren Mann an, und das Ehepaar Blaser sagte zu. Am 3. Januar 1998 reisten sie erstmals nach Tansania, ein Abenteuer mitten in der Wildnis. Monika sah die verfallene medizinische Ambulanz und die Behandlungsmethoden „wie die Frauen Stoffstreifen abrissen und damit die Wunden umwickelten“. Sie erkannte: ich muss dort Krankenschwestern ausbilden.
Zurück zu Hause in Bad Waldsee begann sie, bei entsprechenden Herstellern einwandfreies, aber nicht mehr verkaufsfähiges medizinisches Material zu erbetteln. Mit diesen und anderen Spenden – sie hatten dafür eine eigene Kinderhilfe Tansania gegründet – fuhr das Paar seitdem jedes Jahr zweimal dorthin. In den ersten Jahren versorgten sie die notleidenden Menschen vor allem mit Verbandsmaterial, Wäsche und Kleidung.
Als Spender wurden zahlreiche Quellen angezapft, z. B. Veranstaltungen, Aktionen und Patenschaften von Schulen und Vereinen
sowie Unternehmen als Dauerspender, die teilweise auch auf ihrer Firmenhomepage zur Spende aufrufen. Dabei wird die Zusammenarbeit mit anderen Hilfsorganisationen gepflegt (Wir helfen Afrika e. V. – BigShoe).
Für ihr Engagement wurde „Mama Monika“ am 30. Oktober 2014 von Bundespräsident Gauck das Bundesverdienstkreuz verliehen.
Zur Ambulanz der Station kamen oft auch Mütter mit ihren brandverletzten Kleinkindern und Kindern mit Klumpfüßen etc. Mit der Kinderhilfe Tansania organisierte das Ehepaar Blaser regelmäßige Fahrten zum 750 km entfernten Nkoaranga-Krankenhaus, der bis 2017 einzigen Möglichkeit im Land, derart Betroffene sachgerecht zu behandeln und ggf. zu operieren. Die Fahrten für die Betroffenen aus allen Landesteilen gingen dann teilweise über bis zu 1500 km.
Die medizinische Ambulanz wurde mit Spendengeldern, u. a. des Fußballstars Mesut Özil, zu einer modernen Krankenstation ausgebaut; das Ifunda Health Center verfügt jetzt über 2 OP-Säle.  Fehlten nur noch gut ausgebildete Ärzte und medizinische Instrumente. Also wandte sich Familie Blaser an den Kinderchirurgen Gabriel Tewes, den sie schon seit Jahren durch die Zusammenarbeit bei Hilfsprojekten in Tansania kannten.

### Hammer Forum in Ifunda
Der 1991 von Ärzten und Bürgern der Stadt Hamm gegründete Verein Hammer Forum (Hammer Forum Medical Aid for Children e.V.) will die medizinische Versorgung von erkrankten und verletzten Kindern aus Kriegs- und Krisengebieten verbessern bzw. sichern.
Gabriel Tewes, vormaliger Chef der Kinderchirurgie im Ev. Krankenhaus in Hamm, organisierte mit dem Hammer Forum ein Team aus Ärzten, Anästhesisten und Krankenschwestern, die bereit waren ehrenamtlich mit ihm nach Tansania zu reisen. Medizinische Instrumente wurden ihm von seinem Nachfolger am EVK aus Überbeständen infolge KH-Fusion und von der Oberschwabenklinik kostenlos zur Verfügung gestellt. Am 4. Februar 2017 traf er mit dem 6-köpfigen Team in Ifunda ein. Neben einer Reihenuntersuchung wurden beim ersten Einsatz 64 Kinder operiert.  Seitdem kam über das Hammer Forum – mit Gabriel Tewes als Projektleiter – jedes Jahr zweimal ein (inzwischen auf über 10 angewachsenes) OP-Team nach Ifunda. Die Familie Blaser organisiert weiter den „Nachschub“ sowohl an Patienten wie auch an einheimischen Mitarbeitern. Ziel ist auch hier, die eigenständige Betreuung durch indigene Kräfte zu erreichen.

### Ausbildung von Krankenschwestern
Die Kinderhilfe organisiert und finanziert die staatlich examinierte Ausbildung zur Krankenschwester und Hebamme an der Nursing School Tosamaganga und auch an der Nursing School Lugarawa/Njombe, wonach diese Frauen sehr schnell eine Anstellung finden. Sehr stolz und dankbar sind sie dann, wenn sie während der Operations-Einsätze für die wazungu (Weiße) ihre Kenntnisse in der Praxis umsetzen können.

### Primary School
Zum Ifunda Health Center gehört auch eine Grundschule, wo Kinder aus armen und kinderreichen Familien kostenlos die Grundausstattung (Schuluniform und Schuhe sowie Schreibmaterial, Bücher, Hefte) und wenn nötig auch medizinische Betreuung erhalten.

### Ofenprogramm
Für ein neues Ofen-Programm zur Herstellung von einfachen und preisgünstigen und für Kleinkinder ungefährlichen Kochstellen konnte ein oberschwäbischer Handwerker gewonnen werden. Mit diesem Herd-Programm soll versucht werden, Unfälle mit Kleinkindern zu vermeiden.

## Kinderhilfe Tansania
Davon unabhängig gibt es noch eine weitere (ältere) Initiative.
Die Kinderhilfe Tansania – School Africa wurde 1994 durch die Gebrüder Bruno, Werner und Rudi Friedel aus Frammersbach im Spessart gegründet, nachdem ihre 29-jährige Schwester Elisabeth, eine Erzieherin, bei einem Verkehrsunfall ums Leben gekommen war. Die Spenden (anstelle von Blumen und Kränzen) von 14.000 DM anlässlich der Beerdigung wollten die Familien zur Unterstützung von Kindern in Tansania verwenden. Die Verbindungen nach Tansania reichten zurück bis 1968, als ihre Tante Sr. Lioba Friedel von ihrem Orden nach Luagala (Distrikt Tandahimba Region Mtwara) im Süden des Landes als Hauswirtschaftslehrerin entsandt worden war.
Damit konnte ein lang gehegter Wunsch des vor Ort wirkenden Paters Ildefons verwirklicht werden: in einem Armenviertel von Mtwara eine Betreuungsstätte für christliche und muslimische Kinder zu errichten. Mit der Zusage der Familien Friedel, das Projekt langfristig mit Spendengeldern zu unterstützen, war die Kinderhilfe Tansania – School Africa geboren.
Gemäß dem Motto „Elimu ni ufunguo wa maisha“ (Bildung ist der Schlüssel zum Leben) entstand eine Vielzahl von weiteren Projekten.